# Die Kaffeeprinzessin
Die Kaffeeprinzessin ist der erste historische Roman der Autorin Karin Angela Stahlhut alias Karin Engel. Er erschien im Jahr 2006.

## Inhalt
Der Roman spielt in Bremen, der Geburtsstadt der Autorin, in der Zeit um 1900.
Die Heldin Felicitas Wessel kommt aus einer Schauspielerfamilie und plant auch für sich eine Karriere in diesem Beruf und reist zum Vorsprechen nach Berlin. Als sie Heinrich Andreesen den Hof macht, lehnt sie sogar ein Engagement bei Max Reinhardt ab. Die Andreesens sind eine alteingesessene Bremer Familie, deren Geschäft die Kaffeerösterei ist.
Gegen den Widerstand von Heinrichs Mutter kommt es zur Hochzeit. Felicitas hat besonders in ihren ersten Ehejahren in der Familie einen schweren Stand.
Der Leser wird in die Welt des Kaffeehandels geführt und erlebt mit dem jungen Paar eine Reise zu den Kaffeeplantagen in Brasilien. Die Figuren des Romans stammen aus sehr unterschiedlichen Milieus: Heinrichs Freund, Bernhard Servatius, ist Künstler und bringt Felicitas seiner Welt nahe. Heinrichs Schwester Ella bewegt sich ohne Wissen der Familie in den Armenvierteln der Stadt, die im Roman eindringlich beschrieben werden.
Eine wichtige Rolle spielt auch der ostpreußische Zweig der Familie Wessel. Felicitas’ Kusinen leben auf einem Gut und haben große Schwierigkeiten, sich in der Welt zurechtzufinden.
Der Roman beschreibt die Entwicklung der Heldin Felicitas in der Auseinandersetzung mit den verschiedensten Einflüssen.
Zu dem Roman gibt es eine Fortsetzung: Das Erbe der Kaffeeprinzessin.